# Ко Минси
Ко Минси (кор. 고민시?, 高旻示?; род. 15 февраля 1995 года, Тэджон, Республика Корея) — южнокорейская актриса, модель и режиссёр, сотрудник агентства Mystic Story Entertainment. Она известна своими значимыми ролями в телесериалах, таких как «Уведомления о любви» (2019–2021), «Милый дом» (2020–2023), «Майская молодость» (2021), а также в фильмах «Ведьма» (2018) и «Контрабандистки» (2023).
Лауреатка престижной кинопремии «Голубой дракон», двукратная номинантка на престижную премию в индустрии развлечений «Пэксан» и двукратная номинантка на кинопремию «Большой колокол».

## Карьера
Ко Минси дебютировала в режиссуре в 2016 году с фильмом «Параллельный роман», в котором также снялась и получила Гран-при на кинофестивале «Три минуты». В том же году она приобрела популярность после участия в третьем сезоне веб-сериала «72 секунды». Также она снялась в музыкальном клипе на песню Thunder – «Sign».
В 2017 году Ко получила роль в веб-сериале «Абсолютно идеальный мужчина». Также она дебютировала на телевидении в исторической драме «Моя несносная девчонка». Затем последовали роли в молодежной дораме «Эпоха юности 2» и в фэнтези-драме «Мелохолик».

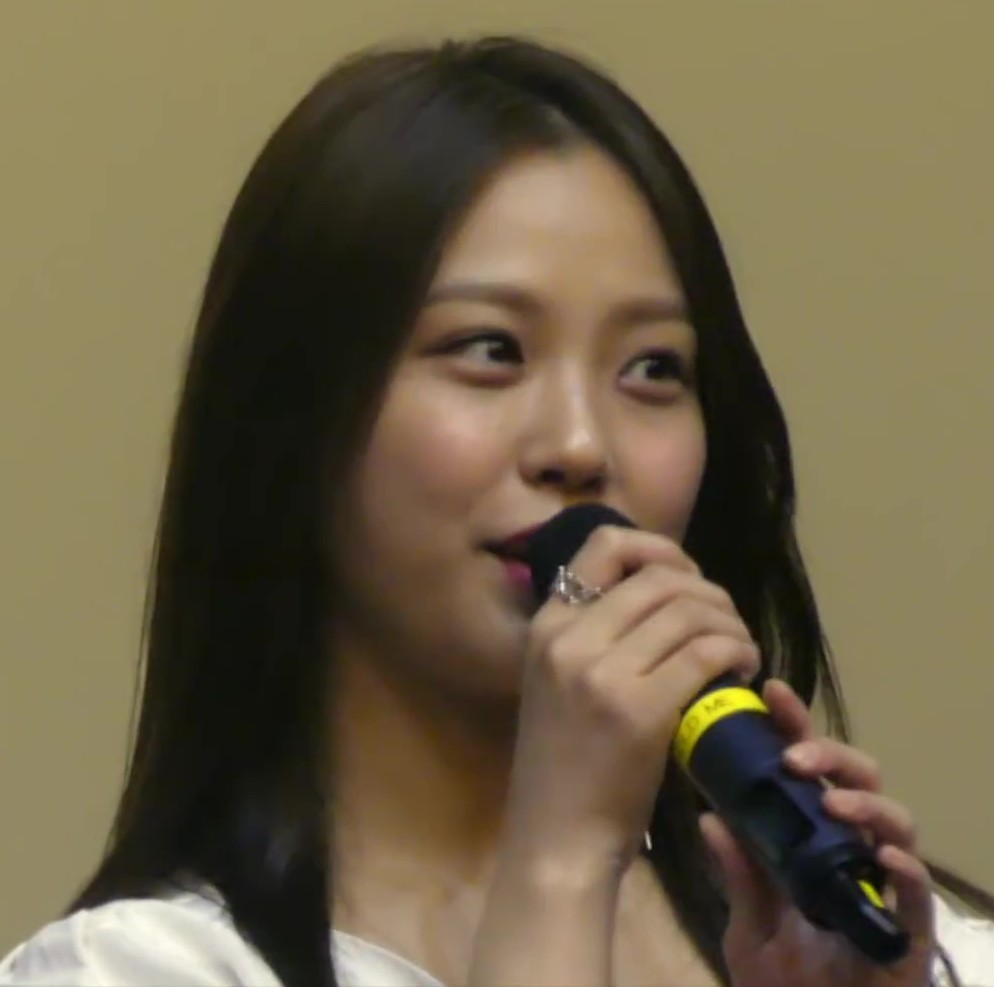
Ко Минси, 2018 год

В 2018 году Ко появилась в эпизодической роли в комедийном телесериале «Смех в „Вайкики“» и в драматическом сериале «Жизнь».. Также она присоединилась к актёрскому составу второго сезона девятого сезона проекта «KBS Drama Special» и мистического триллера «И миллион звёзд падает с небес». Ко снялась в фильме «Сыр в мышеловке», который является адаптацией одноимённого сериала, и в фильме «Ведьма». За роль в последнем она была номинирована на премию за лучшую женскую роль второго плана на 55-й церемонии вручения наград «Большой колокол» и получила премию «Популярная звезда» на 7-й церемонии вручения наград Korea Best Star Awards.
В 2019 году Ко исполнила роль Хваджа, сестры главного героя, в корейско-японском историческом боевике «Битва при Фэнудун». Она также приняла участие в качестве актрисы второго плана в сериале Netflix «Уведомления о любви», где сыграла двоюродную сестру главной героини. Кроме того, Ко появилась в триллере «Секретный бутик», за что получила награду за лучшую новую актрису на церемонии SBS Drama Awards 2019 года.
В 2020 году Ко снялась в проекте «KBS Drama Special: Причина не признаться», в драматическом фильме «Set Play» и в сериале Netflix «Милый дом», адаптированном по одноимённому вебтуну.

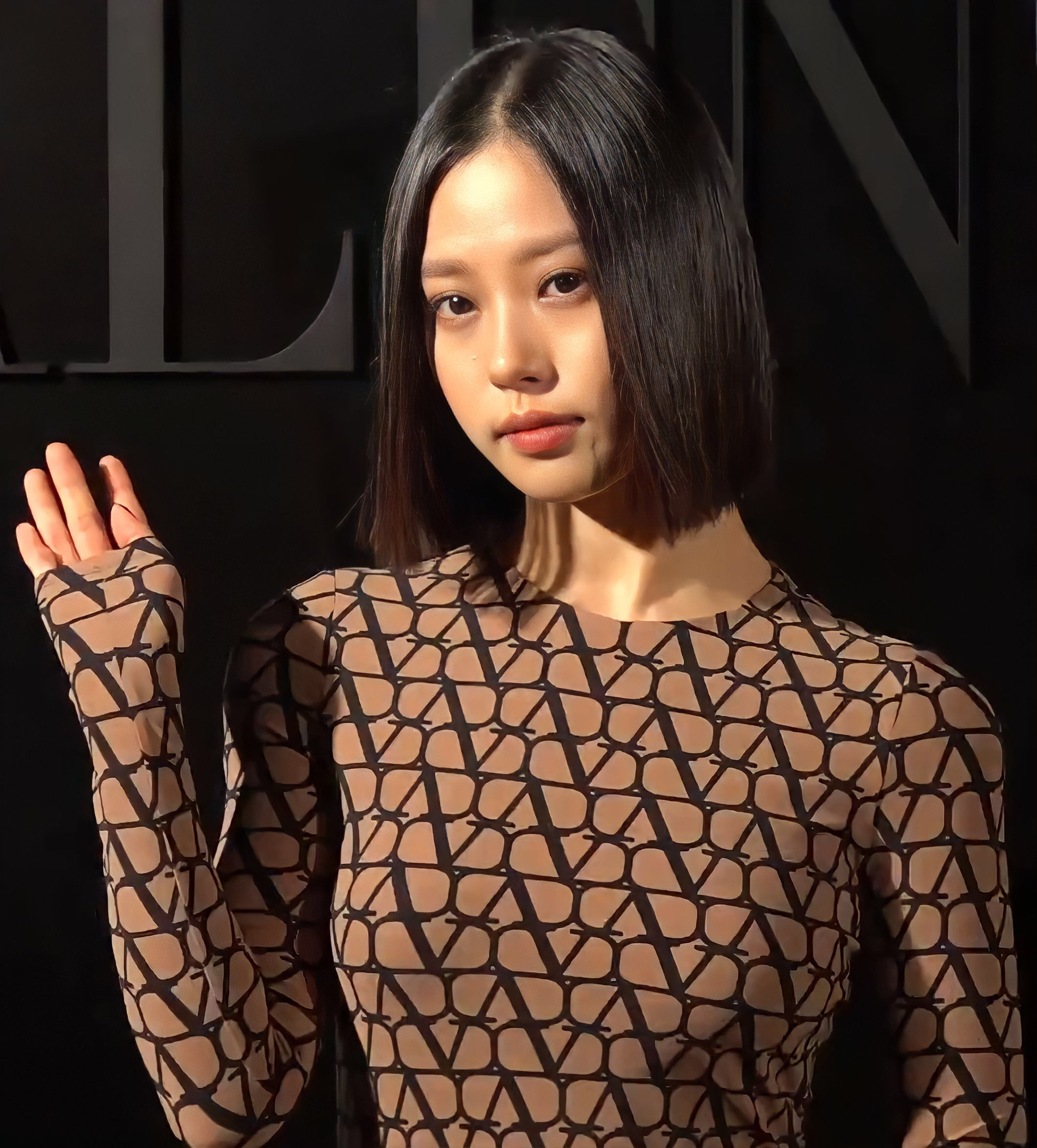
Ко Минси, 2023 год

В 2021 году Ко снялась в дораме KBS2 «Майская молодость», действие которой происходит в 1980 году во время восстания в Кванджу. В том же году она появилась в детективном боевике «Чирисан», воссоединившись с режиссёром Ли Ын Боком после работы над сериалом «Милый дом».
В 2022 году Ко приняла участие в веб-сериале «Реинкарнация любви», коротком рекламном веб-сериале о препаратах от укачивания. Это её третья совместная работа с Ли Дохёном.
В 2023 году Ко сыграла главную роль в фильме «Контрабандистки».
В 2024 году она также снялась в сериале Netflix «Один в лесу».
В 2025 году Ко сыграла роль Мо Ёнджу в сериале «Твой вкус». Мо — шеф-повар, озабоченная вкусовыми качествами своих блюд и управляющая небольшим рестораном без вывески в отдалённом районе. Также с ней снялись Кан Ханыль, Ким Синрок и Ю Субин.

## Фильмография

### Кино
| Год  | Название            | Роль          | Примечания        | Ист.   |
| ---- | ------------------- | ------------- | ----------------- | ------ |
| 2016 | Параллельный Рроман | Женщина       | Также режиссёр    | [ 1 ]  |
| 2018 | Сыр в мышеловке     | Девушка-юниор | Малая роль        | [ 13 ] |
| 2018 | Ведьма              | До Мёнхи      |                   | [ 14 ] |
| 2019 | Битва при Фэнудун   | Хваджа        | Малая роль        | [ 17 ] |
| 2020 | Set Play            | Юсун          | Независимый фильм | [ 22 ] |
| 2022 | Решение уйти        | Шаман         | Малая роль        | [ 32 ] |
| 2023 | Контрабандистки     | Ко Окбун      |                   | [ 33 ] |

### Телевидение
| Год  | Название                       | Роль       | Примечания         | Ист.   |
| ---- | ------------------------------ | ---------- | ------------------ | ------ |
| 2017 | Моя несносная девчонка         | Сон Кён    |                    | [ 6 ]  |
| 2017 | Эпоха юности 2                 | О Хана     |                    | [ 7 ]  |
| 2017 | Мелохолик                      | Чжу Ёджин  |                    | [ 8 ]  |
| 2018 | Смех в „Вайкики“               | Ли Мина    | Камео (3-й эпизод) | [ 9 ]  |
| 2018 | Жизнь                          | О Сони     |                    | [ 10 ] |
| 2018 | Забытое время                  | Чхве Джиён | KBS Drama Special  | [ 11 ] |
| 2018 | И миллион звёзд падает с небес | Им Юри     |                    | [ 12 ] |
| 2019 | Секретный бутик                | Ли Хёнджи  |                    | [ 19 ] |
| 2020 | Причина не признаться          | Со Юнчхан  | KBS Drama Special  | [ 21 ] |
| 2022 | Майская молодость              | Ким Мёнхи  |                    | [ 24 ] |
| 2022 | Чирисан                        | Ли Давон   |                    | [ 25 ] |
| 2025 | Твой вкус                      | Мо Ёнджу   |                    | [ 34 ] |

### Веб-сериалы
| Год       | Название                    | Роль       | Примечания                 | Ист.          |
| --------- | --------------------------- | ---------- | -------------------------- | ------------- |
| 2016      | 72 секунды 3                | Память     | Камео (2-й эпизод)         | [ 3 ]         |
| 2017      | Абсолютно идеальный мужчина | Ханна      | Камео (эпизоды 3-5, 7, 14) | [ 5 ]         |
| 2019–2021 | Уведомления о любви         | Пак Гюльми | Сезоны 1-2                 | [ 18 ]        |
| 2020–2024 | Милый дом                   | Ли Ыню     | Сезоны 1-3                 | [ 23 ] [ 35 ] |
| 2024      | Один в лесу                 | Ю Сона     |                            | [ 36 ]        |

### Теле-шоу
| Год  | Название     | Роль                      | Примечания                                          | Ист.   |
| ---- | ------------ | ------------------------- | --------------------------------------------------- | ------ |
| 2022 | Найди меня   | Рассказчик                | Документальное шоу о восстании в Кванджу            | [ 37 ] |
| 2024 | Кухня Джинни | Актерский состав и стажер | Prime Video; 2 сезон; в титрах указана как Ко Минси | [ 38 ] |

### Музыкальные видео
| Год  | Название песни             | Артист  | Ист.   |
| ---- | -------------------------- | ------- | ------ |
| 2016 | «Sign» (feat. Goo Hara)    | Thunder | [ 4 ]  |
| 2021 | «Make Love» (Feat. Zion.T) | Gray    | [ 39 ] |

## Награды и номинации
| Награда                                                              | Год  | Категория                                                            | Работа / Номинант                          | Результат | Ист.                 |
| -------------------------------------------------------------------- | ---- | -------------------------------------------------------------------- | ------------------------------------------ | --------- | -------------------- |
| Asian Academy Creative Awards                                        | 2021 | Лучшая актриса второго плана (Национальные победители – Корея)       | Милый дом                                  | Победа    | [ 40 ] [ 41 ]        |
| Asia Contents Awards                                                 | 2021 | Начинающая Актриса                                                   | Милый дом                                  | Победа    | [ 42 ] [ 43 ] [ 44 ] |
| Премия «Пэксан»                                                      | 2024 | Лучшая дебютная женская роль — кино                                  | Контрабандистки                            | Номинация | [ 45 ]               |
| Премия «Пэксан»                                                      | 2025 | Лучшая женская роль — телевидение                                    | Один в лесу                                | Номинация | [ 46 ]               |
| Кинопремия «Голубой дракон»                                          | 2023 | Лучшая новая актриса                                                 | Контрабандистки                            | Победа    | [ 47 ]               |
| Buil Film Awards                                                     | 2023 | Лучшая женская роль второго плана                                    | Контрабандистки                            | Победа    | [ 48 ]               |
| Buil Film Awards                                                     | 2023 | Лучшая новая актриса                                                 | Контрабандистки                            | Номинация | [ 49 ]               |
| Busan Film Critics Awards                                            | 2023 | Лучшая женская роль                                                  | Контрабандистки                            | Победа    | [ 50 ]               |
| Международный кинофестиваль в Пусане с Marie Claire Asia Star Awards | 2023 | Лицо Азии                                                            | Контрабандистки                            | Победа    | [ 51 ]               |
| Chunsa Film Art Awards                                               | 2023 | Лучшая новая актриса                                                 | Контрабандистки                            | Победа    | [ 52 ]               |
| Кинопремия «Большой колокол»                                         | 2018 | Лучшая женская роль второго плана                                    | Ведьма                                     | Номинация | [ 15 ]               |
| Кинопремия «Большой колокол»                                         | 2023 | Лучшая женская роль второго плана                                    | Контрабандистки                            | Номинация | [ 53 ]               |
| KBS Drama Awards                                                     | 2020 | Лучшая женская роль в одноактной/Специальной/ Короткометражной драме | Drama Special – Причина не признаться      | Номинация | [ 54 ]               |
| KBS Drama Awards                                                     | 2021 | Превосходные достижения, актриса                                     | Майская молодость                          | Номинация | [ 55 ]               |
| KBS Drama Awards                                                     | 2021 | Выдающиеся достижения, Актриса в мини-сериале                        | Майская молодость                          | Победа    | [ 56 ]               |
| KBS Drama Awards                                                     | 2021 | Лучшая пара                                                          | Ко Минси с Ли Дохёном; Майская молодость   | Победа    | [ 57 ]               |
| Kino Lights Awards                                                   | 2021 | Актриса года (отечественные)                                         | Эпоха юности 2, Майская молодость, Чирисан | 5-е место | [ 58 ]               |
| Korea Best Star Awards                                               | 2018 | Популярная звезда                                                    | Ведьма                                     | Победа    | [ 16 ]               |
| Korean Film Producers Association Awards                             | 2023 | Лучшая женская роль второго плана                                    | Контрабандистки                            | Победа    | [ 59 ]               |
| SBS Drama Awards                                                     | 2019 | Лучшая новая актриса                                                 | Секретный бутик                            | Победа    | [ 20 ]               |
| Three Minutes Film Festival                                          | 2016 | Гран-при                                                             | Параллельный роман                         | Победа    | [ 2 ]                |

### Государственные награды
| Церемония                              | Год  | Награда                                           | Ист.   |
| -------------------------------------- | ---- | ------------------------------------------------- | ------ |
| Korean Popular Culture and Arts Awards | 2024 | Благодарность Министра культуры, спорта и туризма | [ 63 ] |
| Newsis K-Expo Cultural Awards          | 2024 | Награда мэра Сеула                                | [ 64 ] |

### Списки
| Год  | Список                                                        | Место    | Ист.   |
| ---- | ------------------------------------------------------------- | -------- | ------ |
| 2020 | Новая актриса, на которую стоит обратить внимание в 2021 году | 5-е      | [ 65 ] |
| 2021 | Новая актриса, на которую стоит обратить внимание в 2022 году | 6-е      | [ 66 ] |
| 2023 | Актриса, на которую стоит обратить внимание в 2024 году       | 3-е      | [ 67 ] |
| 2024 | «Korean Film NEXT 50» – Актёры                                | Включена | [ 68 ] |
| 2023 | Восходящая звезда, Киноактёр года                             | 1-е      | [ 69 ] |

### Комментарии
1. ↑  Награды вручаются на Премии Корейской популярной культуры и искусств, организованной корейским агентством креативного контента и Министерством культуры, спорта и туризма Республики Корея[60][61]. Они присуждаются тем, кто внёс вклад в искусство и поп-культуру Южной Кореи[62].
2. ↑  Учрежденный в 2019 году и спонсируемый корейским Министерством культуры, спорта и туризма Республики Корея, Министерством иностранных дел Республики Корея, Корейским агентством креативного контента, Сеульским столичным советом и Сеульской туристической организацией, он награждает деятелей культуры, предприятия и частных лиц, внесших большой вклад в корейскую волну.

### Источник
1. 1 2  KBS. 신예 고민시, 미니드라마 '멜로홀릭' 캐스팅 (кор.). KBS News (16 июня 2017). Дата обращения: 28 августа 2019. Архивировано 28 августа 2019 года.
2. 1 2  Indie Post. '72초 드라마'의 배우 고민시가 각본, 감독, 출연한 '3분 영화' <평행소설> (кор.). Indiepost (23 февраля 2017). Дата обращения: 30 августа 2019. Архивировано 30 августа 2019 года.
3. 1 2  Kim, Ha-yeon. '좋아하면 울리는' 고민시, 교복도 소화하는 동안 비주얼..."난 박굴미" (кор.). Top Star News (28 августа 2019). Дата обращения: 28 августа 2019. Архивировано 28 августа 2019 года.
4. 1 2  Park, Hye-mi. 고민시, 천둥 신곡 'Sign' MV 속 그녀...'특급 신예' (кор.). Top Star News (13 декабря 2016). Дата обращения: 30 августа 2019. Архивировано 30 августа 2019 года.
5. 1 2  Lee, Seung-joo. 고민시, 분위기있는 이탈리아 여행 샷 공개 (кор.). Top Star News (26 февраля 2019). Дата обращения: 28 августа 2019. Архивировано 28 августа 2019 года.
6. 1 2  Kim, Ha-jin. [TEN 인터뷰] 고민시 "다음이 궁금한 배우가 되고 싶어요" (кор.). The Korea Economic Daily (19 мая 2018). Дата обращения: 28 августа 2019. Архивировано 28 августа 2019 года.
7. 1 2  Park, Dong-jae. JTBC '청춘시대2' 고민시, 영화-드라마 이어 화장품까지 접수..'꽃길 행보' (кор.). Break News (22 сентября 2017). Дата обращения: 28 августа 2019. Архивировано 28 августа 2019 года.
8. 1 2  Issue Team. 경수진·유노윤호 미니드라마 '멜로홀릭', 신예 고민시와 꿀 케미 예정 (кор.). MK (17 июня 2017). Дата обращения: 28 августа 2019. Архивировано 28 августа 2019 года.
9. 1 2  JTBC. '으라차차 와이키키' 이이경 왁싱 대참사...웃음 하드캐리 (кор.). JTBC News (13 февраля 2018). Дата обращения: 28 августа 2019. Архивировано 28 августа 2019 года.
10. 1 2  Kim, Na-hee. [공식입장] 고민시 측 "tvN '라이브' 캐스팅..배종옥·배성우 딸 役" (кор.). OSEN (11 января 2018). Дата обращения: 28 августа 2019. Архивировано 28 августа 2019 года.
11. 1 2  Kim, Ji-hyun. 고민시, 드라마→인기스타상 2018년 눈부신 활약상 '무서운 상승세' (кор.). Xports News (19 декабря 2018). Дата обращения: 28 августа 2019. Архивировано 24 ноября 2018 года.
12. 1 2  Park, Dong-jae. 고민시, '하늘에서 내리는 일억개의 별' 촬영 비하인드컷 공개..팔색조 매력 (кор.). Break News (19 октября 2018). Дата обращения: 28 августа 2019. Архивировано 28 августа 2019 года.
13. 1 2  Lee, Jung-hyun. 신예 고민시 "'라이브', 사람 관계 배운 작품" (кор.). Yonhap News Agency (17 мая 2018). Дата обращения: 28 августа 2019. Архивировано 28 августа 2019 года.
14. 1 2  Jeon, Hyun-young. 영화 '마녀' 속 욕쟁이 친구 '고민시', 새 드라마서 집착 짝사랑녀로 돌아온다 (кор.). Insight (7 августа 2018). Дата обращения: 28 августа 2019. Архивировано 8 августа 2018 года.
15. 1 2  Park, Se-wan. [포토]고민시, '예쁜 손인사' (кор.). JoongAng Ilbo (22 октября 2018). Дата обращения: 28 августа 2019. Архивировано 28 августа 2019 года.
16. 1 2  Choi, Gyu-hyun. [사진]매력 뽐내는 배우 고민시 (кор.). The Chosun Ilbo (12 декабря 2018). Дата обращения: 28 августа 2019. Архивировано 28 августа 2019 года.
17. 1 2  Jeon, Hwang-hee. [★신스틸러] '봉오동 전투'의 최유화·고민시·이재인 (кор.). Star News (10 августа 2019). Дата обращения: 28 августа 2019. Архивировано 30 декабря 2019 года.
18. 1 2  Kim, Ju-hyun. 고민시, 넷플릭스 '좋아하면 울리는' 캐스팅... 김소현과 호흡 (кор.). Beff Reports (26 декабря 2018). Дата обращения: 28 августа 2019. Архивировано из оригинала 28 августа 2019 года.
19. 1 2  Yu, Byung-chul. '시크릿 부티크' 고민시, 아마추어 바둑기사로 완벽 변신 (кор.). The Korea Economic Daily (28 августа 2019). Дата обращения: 28 августа 2019. Архивировано 28 августа 2019 года.
20. 1 2  Kim, Soo-hyung (2020-01-01). '열혈사제' 김남길, 대상으로 '8관왕' 기염‥'VIP' 장나라, 프로듀서상 (종합) [2019 SBS 연기대상]. OSEN (кор.). Naver. Архивировано 31 декабря 2019. Дата обращения: 2020-01-01.
21. 1 2  Official Lineup Announced for 2020 Drama Specials. HanCinema (20 октября 2020). Дата обращения: 28 января 2021. Архивировано 2 февраля 2021 года.
22. 1 2  Korean Movies Opening Today 2020/12/10 in Korea. HanCinema (10 декабря 2020). Дата обращения: 31 октября 2020. Архивировано 2 декабря 2020 года.
23. 1 2  Go, Jae-wan (2019-12-18). [공식]송강X이진욱X이시영, 넷플릭스 '스위트홈' 제작 확정 [공식]송강X이진욱X이시영, 넷플릭스 '스위트홈' 제작 확정 [[Official]Song Kang X Lee Jin-wook X Lee Si-young Confirmed for Netflix's 'Sweet Home' Production]. Sports Chosun (кор.). Архивировано 18 декабря 2019. Дата обращения: 2019-12-20 — Naver.
24. 1 2  Sun Jin-ah (2020-12-21). 이도현·고민시·이상이·금새록, '오월의 청춘' 캐스팅 확정(공식) 이도현·고민시·이상이·금새록, '오월의 청춘' 캐스팅 확정(공식) [Lee Do-hyeon, Ko Min-si, Lee Sang-i, and Geum Sae-rok confirmed casting for 'Youth in May' (official)]. MK Sports (кор.). Архивировано 19 октября 2021. Дата обращения: 2020-12-21 — Naver.
25. 1 2  Choi, Bo-ran (2020-09-11). 고민시, 김은희 작가 '지리산' 캐스팅...전지현·주지훈과 호흡(공식) 고민시, 김은희 작가 '지리산' 캐스팅...전지현·주지훈과 호흡(공식) [Ko Min-si, writer Kim Eun-hee's 'Mt. Jirisan' cast... Breathing with Jeon Ji-hyun and Ju Ji-hoon (official)]. YTN (кор.). Архивировано 22 ноября 2020. Дата обращения: 2020-10-08.
26. ↑  Jeon Hyo-jin. 이도현·고민시, 세번째 작품...'환생연애' 출연 (кор.). Sports Donga (30 декабря 2021). Дата обращения: 30 декабря 2021. Архивировано 30 декабря 2021 года.
27. ↑  Smugglers (2023) - IMDb. Дата обращения: 15 декабря 2024 — www.imdb.com.
28. ↑  Jeon Hyung-hwa (2021-05-06). [단독]고민시, 류승완 감독 '밀수' 합류..김혜수·염정아와 호흡 [단독]고민시, 류승완 감독 '밀수' 합류..김혜수·염정아와 호흡 [[Exclusive] Minsi Goo joins director Ryu Seung-wan's 'Smuggling'... Breathing with Hye-soo Kim and Jeong-ah Yeom]. starnews (кор.). Архивировано 7 мая 2021. Дата обращения: 2021-05-06.
29. ↑  Amudo Eobsneun Supsokeseo (Crime, Drama, Mystery), Go Min-si, Lee Jeong-eun, Yoon Kyesang, Studio Flow, 23 августа 2024, Дата обращения: 15 декабря 2024{{citation}}:  Википедия:Обслуживание CS1 (другое) (ссылка)
30. ↑  Lee Min-Ji. 미식이 대세…강하늘X고민시 ‘당신의 맛’ 제작확정 [공식] (кор.). Newsen (17 октября 2024). Дата обращения: 8 марта 2025.
31. ↑  이민지. 미식이 대세…강하늘X고민시 ‘당신의 맛’ 제작확정 [공식] (кор.). m.entertain.naver.com. Дата обращения: 17 мая 2025.
32. ↑  Jo, Yeon-kyung. 마침내 공개된 박찬욱표 新멜로...칸 녹인 '헤어질결심' 8분 기립박수 (кор.). JTBC (24 мая 2022). Дата обращения: 24 мая 2022. Архивировано 24 мая 2022 года.
33. ↑  Kim Bora. "6인 6색" '밀수' 김혜수→고민시, 색다른 변신 (кор.). OSEN (15 июня 2023). Дата обращения: 15 июня 2023. Архивировано 20 июля 2023 года.
34. ↑  강서정. 고민시, 데뷔 첫 로코 도전 어떨까('당신의 맛') (кор.). Osen (1 мая 2025). Дата обращения: 4 мая 2025.
35. ↑  Kim Ye-rang. 넷플릭스 '스위트홈' 시즌 2·3 동시 제작 확정 (кор.). Korean Economy (15 июня 2022). Дата обращения: 15 июня 2022. Архивировано 15 июня 2022 года.
36. ↑  Kim Myung-mi. 아무도 없는 숲속에서' 김윤석-윤계상-고민시-이정은 캐스팅[공식] (кор.). Newsen (20 февраля 2023). Дата обращения: 20 февраля 2023. Архивировано 27 февраля 2023 года.
37. ↑  Kim, Hyo-sil. 오월의 청춘' 고민시, 5·18 다큐 내레이션 맡은 까닭은? (кор.). The Hankyoreh (18 мая 2022). Дата обращения: 13 сентября 2022. Архивировано 13 сентября 2022 года.
38. ↑  Hit Korean show 'Jinny's Kitchen' returns for season 2 on Prime Video. Manila Bulletin (3 июня 2024).
39. ↑  GRAY (그레이) - 'Make Love (Feat. Zion.T)' Official Music Video [ENG/CHN]. youtube (кор.). 2021-08-17. Архивировано 24 июня 2022. Дата обращения: 2021-08-17.
40. ↑  List of NW21 _ Categories_Finale for Release 4. asianacademycreativeawards. Дата обращения: 2 октября 2021. Архивировано из оригинала 30 сентября 2021 года.
41. ↑  Kang Jin-ah. 넷플릭스 '스위트홈'·'무브 투 헤븐', AACA 본상 후보 (кор.). Newsis (4 октября 2021). Дата обращения: 4 октября 2021. Архивировано 4 октября 2021 года.
42. ↑  Lee Mi-ji. 배두나·이시영·이제훈·송중기, 제3회 아시아콘텐츠어워즈 배우상 후보(공식) (кор.). Herald Pop (24 сентября 2021). Дата обращения: 24 сентября 2021. Архивировано 12 апреля 2022 года.
43. ↑  ACA 2021Nominations 2021 (кор.). asiacontentsawards (24 сентября 2021). Дата обращения: 24 сентября 2021. Архивировано из оригинала 7 октября 2021 года.
44. ↑  Kang Hyo-jin. 아시아콘텐츠어워즈, '무브 투 헤븐'·'스위트홈' 3관왕→이제훈 올해의 배우상 '영예'[종합] (кор.). Spotify News (7 октября 2021). Дата обращения: 7 октября 2021. Архивировано 7 октября 2021 года.
45. ↑  Hwang, So-young. 60회 맞은 '백상예술대상' TV·영화·연극 후보 공개 (кор.). JTBC News (8 апреля 2024). Дата обращения: 23 апреля 2024. Архивировано 8 апреля 2024 года.
46. ↑  Park, Jeong-seon. '제61회 백상예술대상 with 구찌' 방송·영화·연극 후보 공개 (кор.). JTBC News (7 апреля 2025). Дата обращения: 8 апреля 2025.
47. ↑  Kim, Yu-jin. 홍사빈·고민시 남녀신인상 "김혜수가 닦아 놓은 길 잘 따라가겠다" [청룡영화상] (кор.). X-ports News (24 ноября 2023). Дата обращения: 24 ноября 2023. Архивировано 24 ноября 2023 года.
48. ↑  Bae Hyo-joo. 이병헌·김서형 주연상→'콘크리트 유토피아' 작품상까지 4관왕(부일영화상)[종합] (кор.). Newsen. Naver (5 октября 2023). Дата обращения: 6 октября 2023. Архивировано 7 октября 2023 года.
49. ↑  Nam, Yoo-jung; Lee, Woo-young. 누가 받아도 될 정도로 훌륭한 후보들, 그중 최고는 누구? (кор.). Busan Ilbo (27 августа 2023). Дата обращения: 27 августа 2023. Архивировано 27 августа 2023 года.
50. ↑  Lee Jong-min. 부산영화평론가협회상 대상에 '절해고도' 선정 (кор.). Yonhap News Agency (24 ноября 2023). Дата обращения: 16 марта 2024. Архивировано 16 марта 2024 года.
51. ↑  Lee, Seo-hyun. 마리끌레르 아시아스타어워즈 2023 (кор.). Marie Claire (6 октября 2023). Дата обращения: 6 октября 2023. Архивировано 8 октября 2023 года.
52. ↑  Park Jae-hwan. 춘사국제영화제, 김지운 감독 최우수감독상... 김혜수-류준열 주연상 수상 (кор.). KBS Entertainment News. Naver (7 декабря 2023). Дата обращения: 7 декабря 2023. Архивировано 7 декабря 2023 года.
53. ↑  Park, Jin-young. 이병헌→임시완·도경수, 대종상영화제 격돌...송혜교·한효주 시리즈 대결 (кор.). JoyNews 24 (24 октября 2023). Дата обращения: 24 октября 2023. Архивировано 27 октября 2023 года.
54. ↑  Jang Min-soo. 손숙, 이유영과 연작단막극상 공동수상 "단막극 줄어 섭섭하다" (KBS 연기대상) - 싱글리스트 (кор.). Single List (31 декабря 2020). Дата обращения: 16 марта 2024. Архивировано 16 марта 2024 года.
55. ↑  Jung Ji-hyun. 차태현·이도현·김소현·박은빈, 최우수상 수상 [2021 KBS 연기대상] (кор.). My Daily (1 января 2022). Дата обращения: 1 января 2022. Архивировано 1 января 2022 года.
56. ↑  Lee Chang-gyu. 1980년 5월을 빛내주신 분들께"...김민재·정용화·권나라·고민시, 미니시리즈 우수상 [KBS 연기대상] (кор.). EXportsnews (1 января 2022). Дата обращения: 31 декабря 2021. Архивировано 21 июня 2020 года.
57. ↑  Yang So-young. [KBS 연기대상] 지현우 대상 "'신사와 아가씨' 대표로 받아"[종합] (кор.). Maeil Business Star Today (1 января 2022). Дата обращения: 31 декабря 2021. Архивировано 12 ноября 2020 года.
58. ↑  Choi Na-young. 구교환∙한소희, OTT 이용자가 선정한 '2021년 최고의 배우' [공식] (кор.). OSEN (21 декабря 2021). Дата обращения: 21 декабря 2021. Архивировано 21 декабря 2021 года.
59. ↑  Jo, Sang-eun. 제10회 한국영화제작가협회상 수상자 발표...남여주연상 '강하늘·정유미' 外 - 싱글리스트 (кор.). Single List (11 декабря 2023). Дата обращения: 16 марта 2024. Архивировано 16 марта 2024 года.
60. ↑  Hicap, Jonathan. BTS, Red Velvet win at Korean Popular Culture and Arts Awards. Manila Bulletin (18 октября 2018). Дата обращения: 18 июня 2021. Архивировано 18 октября 2018 года.
61. ↑  Yeo, Yer-im. BTS gets award upon their return home. Yonhap News Agency (25 октября 2018). Дата обращения: 18 июня 2021. Архивировано 7 ноября 2018 года.
62. ↑  Lee, Sang-won. Korean Popular Culture and Arts Awards announces winners. The Korea Herald (25 октября 2016). Дата обращения: 18 июня 2021. Архивировано 29 сентября 2018 года.
63. ↑  Lee, Young-soo. 한국콘텐츠진흥원, 2024 대한민국 대중문화예술상 시상식 31일 개최 (кор.). Newsmaker (30 октября 2024). Дата обращения: 31 октября 2024.
64. ↑  Choi Jiyoon. 김수현·고민시·변요한·김혜윤·채종협…뉴시스 한류엑스포 (кор.). Newsis (13 августа 2024). Дата обращения: 13 августа 2024. Архивировано 13 августа 2024 года.
65. ↑  Jo, Hyu-na. 2021년 가장 주목해야 할 배우는... 한국 콘텐츠 산업 이끄는 리더 55인에게 물었다 (кор.). Cine 21. Naver (29 декабря 2020). Дата обращения: 5 февраля 2024.
66. ↑  2022년 주목해야 할 작품과 배우는...한국 영상산업 리더 62명이 꼽았다 (кор.). Cine21 (31 декабря 2021). Дата обращения: 1 января 2023. Архивировано 1 января 2023 года.
67. ↑  Lee, Ja-yeon. [특집] 실력과 스타성이 있다면 분야도, 세대도 상관없다, 2024년에 주목해야 할 배우들 (кор.). Cine 21. Naver (2 февраля 2024). Дата обращения: 5 февраля 2024.
68. ↑  [특집] '한국영화 NEXT 50' - 배우 (кор.). Cine21 (5 апреля 2024). Дата обращения: 11 апреля 2024.
69. ↑  Park, Jin-young. [창간19년] 고민시, 올해 라이징스타 1위...김시은·고규필 빛났다 (кор.). 조이뉴스24 (8 октября 2023). Дата обращения: 8 ноября 2023. Архивировано 17 ноября 2023 года.